# Gisa Felsen

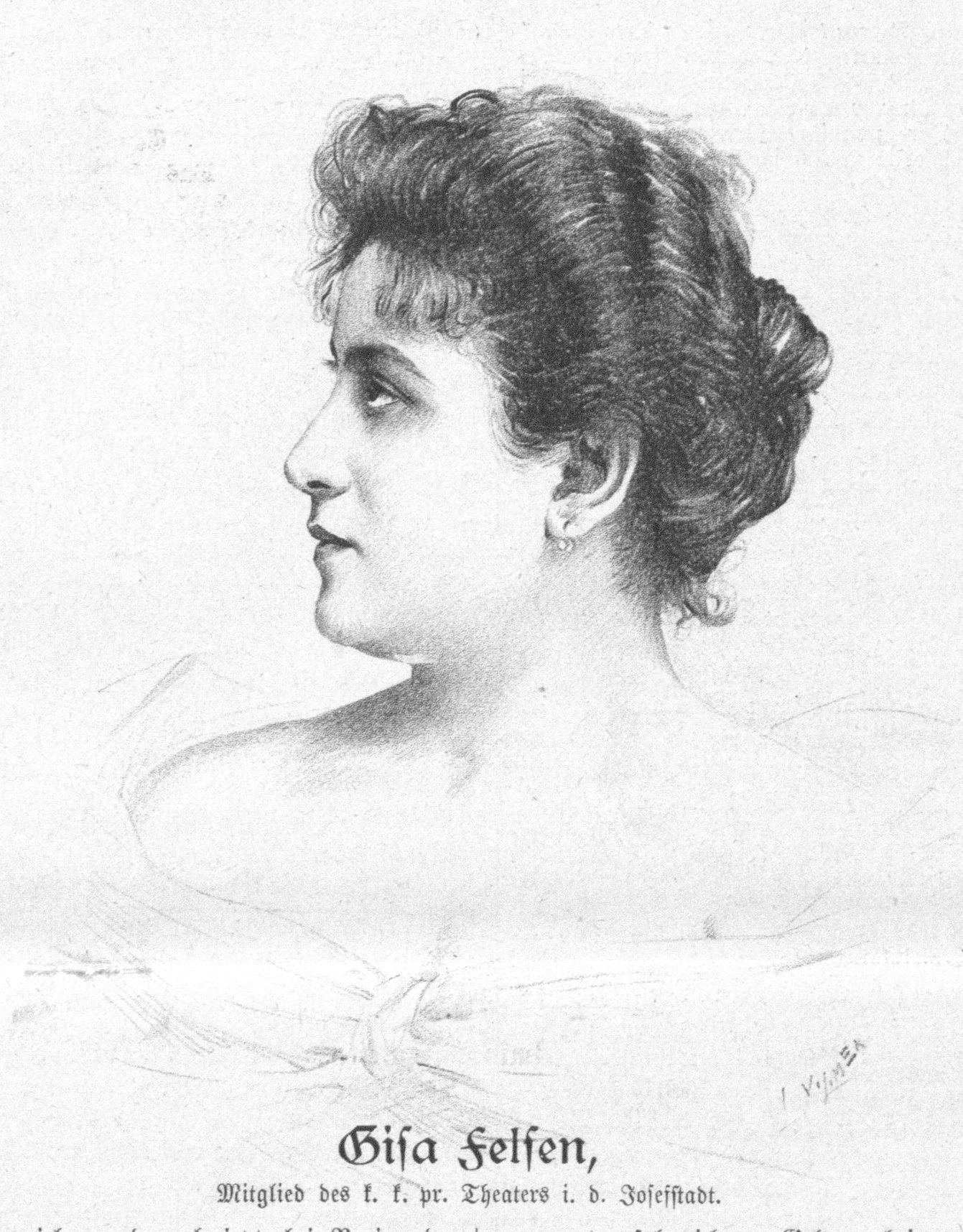
Gisa Felsen im Jahre 1895

Gisa Felsen (22. Dezember 1874 in Kleinzell – nach 1900) war eine österreichische Theaterschauspielerin.

## Leben
Felsen besuchte zwei Jahre das Wiener Konservatorium und nahm Gesangsunterricht bei Gustav Geiringer. Ihr erstes Engagement hatte sie in Nürnberg und ging danach ans Wallnertheater Berlin. Danach wechselte sie ans Theater in der Josefstadt und beteiligte sich auch an den Gastspielreisen dieses Ensembles. 1900 wurde sie für das Thaliatheater Hamburg verpflichtet, wo sie als „Blitzmädel“ debütierte.
Sie war eine echte Soubrette – von keckem Humor und einem gewissen burschikosen Wesen – die mit Lust und Liebe ihre Aufgaben erfüllte. Aus der Reihe ihrer Leistungen seien erwähnt: „Nandl“, „Resi“ in Gigerl von Wien, „Frau Leutnant“, „Burgl“ in Fechtbrüder, „Junge Frau“ in Flitterwochen etc.